# إتاجيبا
إتاجيبا بلدية في ولاية باهيا في منطقة شمال شرق البرازيل.   